# Tarik Chaoufi
Tarik Chaoufi nascido a 26 de fevereiro de 1986 em Azrou, é um ciclista marroquino membro da equipa Sidi Ali Pro Cycling Team.
Como amador conseguiu várias vitórias profissionais desde 2009, a destacar o Campeonato de Marrocos em Estrada e o UCI Africa Tour de 2011-2012 no ano 2012.
Durante a temporada de 2013 correu para a equipa espanhola Euskaltel Euskadi. No entanto o corredor ficou desvinculado da estrutura a meia temporada por problemas de adaptação.

## Palmarés
2009 (como amador)
- 1 etapa do Tour des Aéroports
- 1 etapa do Tour do Egipto

2010 (como amador)
- 1 etapa do Tour de Mali
- 1 etapa do Tour de Ruanda
- Les Challenges Marche Verte-G. P. Al Massira
- 3º no Campeonato de Marrocos em Estrada

2012 (como amador)
- 1 etapa da Volta a Marrocos
- 1 etapa da Tropicale Amissa Bongo
- Challenge du Prince-Trophée Princier
- Les Challenges Phosphatiers Khouribga
- Les Challenges Marche Verte G. P. Sakia El Hamra
- Campeonato de Marrocos em Estrada
- UCI Africa Tour

2014 (como amador)
- Challenge du Prince-Trophée da Maison Royale
- 3º no Campeonato de Marrocos em Estrada

## Equipas
- Euskaltel Euskadi (2013)[4]
- Al Marakeb Cycling Team (2015)
- Sidi Ali Pro Cycling Team (2020)